# Жалейка (филм)
Жалейка е български игрален филм от 2016 година на режисьорката Елица Петкова. Филмът прави дебюта си на 17 февруари 2016 година на филмовия фестивал Берлинале, където получава специална награда и е номиниран за най-добър дебют и Стъклена мечка.
Филмът печели и Международния конкурс на 20-ия София Филм Фест и голямата награда „София – Град на киното“.

## Сюжет
Действието се развива в село Пирин в едноименната планина. Филмът разказва за 17-годишната Лора, загубила баща си, която се бори с траура и представата за смъртта в малкото си родно село. В заснемането участват студенти от Нов български университет и жителите на селото, а в главните роли са Ана Манолова, Михаил Стоянов и Снежина Петрова. Лора не се вписва в средата на родното си село и го чувства като чуждо.